# Gran Premi de Singapur del 2011
El Gran Premi de Singapur de Fórmula 1 de la temporada 2011 s'ha disputat al Circuit urbà de Singapur, del 23 al 25 de setembre del 2011.

## Classificacions

### Resultats de la qualificació
| Pos                                   | No | Pilot              | Constructor          | Part 1   | Part 2       | Part 3       | Sortida |
| ------------------------------------- | -- | ------------------ | -------------------- | -------- | ------------ | ------------ | ------- |
| 1                                     | 1  | Sebastian Vettel   | Red Bull-Renault     | 1:46.397 | 1:44.931     | 1:44.381     | 1       |
| 2                                     | 2  | Mark Webber        | Red Bull-Renault     | 1:47.332 | 1:45.651     | 1:44.732     | 2       |
| 3                                     | 4  | Jenson Button      | McLaren-Mercedes     | 1:46.956 | 1:45.472     | 1:44.804     | 3       |
| 4                                     | 3  | Lewis Hamilton     | McLaren-Mercedes     | 1:47.014 | 1:46.829     | 1:44.809     | 4       |
| 5                                     | 5  | Fernando Alonso    | Ferrari              | 1:47.054 | 1:45.779     | 1:44.874     | 5       |
| 6                                     | 6  | Felipe Massa       | Ferrari              | 1:47.945 | 1:45.955     | 1:45.800     | 6       |
| 7                                     | 8  | Nico Rosberg       | Mercedes             | 1:47.688 | 1:46.405     | 1:46.013     | 7       |
| 8                                     | 7  | Michael Schumacher | Mercedes             | 1:48.819 | 1:46.043     | Sense temps1 | 8       |
| 9                                     | 14 | Adrian Sutil       | Force India-Mercedes | 1:47.952 | 1:47.093     | Sense temps1 | 9       |
| 10                                    | 15 | Paul di Resta      | Force India-Mercedes | 1:48.022 | 1:47.486     | Sense temps1 | 10      |
| 11                                    | 17 | Sergio Pérez       | Sauber-Ferrari       | 1:47.717 | 1:47.616     |              | 11      |
| 12                                    | 11 | Rubens Barrichello | Williams-Cosworth    | 1:48.061 | 1:48.082     |              | 12      |
| 13                                    | 12 | Pastor Maldonado   | Williams-Cosworth    | 1:49.710 | 1:48.270     |              | 13      |
| 14                                    | 18 | Sébastien Buemi    | Toro Rosso-Ferrari   | 1:48.753 | 1:48.634     |              | 14      |
| 15                                    | 9  | Bruno Senna        | Renault              | 1:48.861 | 1:48.662     |              | 15      |
| 16                                    | 19 | Jaime Alguersuari  | Toro Rosso-Ferrari   | 1:49.588 | 1:49.862     |              | 16      |
| 17                                    | 16 | Kamui Kobayashi    | Sauber-Ferrari       | 1:48.054 | Sense temps2 |              | 17      |
| 18                                    | 10 | Vitali Petrov      | Renault              | 1:49.835 |              |              | 18      |
| 19                                    | 20 | Heikki Kovalainen  | Lotus-Renault        | 1:50.948 |              |              | 19      |
| 20                                    | 21 | Jarno Trulli       | Lotus-Renault        | 1:51.012 |              |              | 20      |
| 21                                    | 24 | Timo Glock         | Virgin-Cosworth      | 1:52.154 |              |              | 21      |
| 22                                    | 25 | Jérôme d'Ambrosio  | Virgin-Cosworth      | 1:52.363 |              |              | 22      |
| 23                                    | 22 | Daniel Ricciardo   | HRT-Cosworth         | 1:52.404 |              |              | 23      |
| 24                                    | 23 | Vitantonio Liuzzi  | HRT-Cosworth         | 1:52.810 |              |              | 243     |
| Temps per la regla del 107%: 1:53.844 |    |                    |                      |          |              |              |         |

Notes:
^1  – Adrian Sutil i Paul di Resta van triar no sortir a la Q3, mentre que Michael Schumacher només va donar la volta d'escalfament, però sense marcar temps.
^2  – Kamui Kobayashi va tenir un accident a la Q2 i no va marcar cap temps.
^3  – Vitantonio Liuzzi va ser penalitzat amb 5 posicions per un incident en el GP anterior però no va tenir efectes pràctics ja que va qualificar igualment últim.

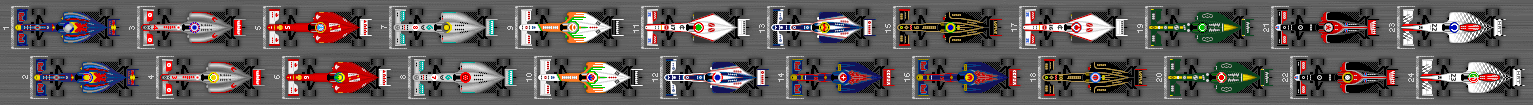
Graella de sortida després de la qualificació del GP.

### Cursa
| Pos | No | Pilot              | Constructor          | Voltes | Temps / Retirada | Pos.Sortida | Punts |
| --- | -- | ------------------ | -------------------- | ------ | ---------------- | ----------- | ----- |
| 1   | 1  | Sebastian Vettel   | Red Bull-Renault     | 61     | 1h 59' 04. 757   | 1           | 25    |
| 2   | 4  | Jenson Button      | McLaren-Mercedes     | 61     | + 1.737 s        | 3           | 18    |
| 3   | 2  | Mark Webber        | Red Bull-Renault     | 61     | + 29.279 s       | 2           | 15    |
| 4   | 5  | Fernando Alonso    | Ferrari              | 61     | + 55.449 s       | 5           | 12    |
| 5   | 3  | Lewis Hamilton     | McLaren-Mercedes     | 61     | + 1' 07.766 min. | 4           | 10    |
| 6   | 15 | Paul di Resta      | Force India-Mercedes | 61     | + 1' 51.067 min. | 10          | 8     |
| 7   | 8  | Nico Rosberg       | Mercedes             | 60     | + 1 Volta        | 7           | 6     |
| 8   | 14 | Adrian Sutil       | Force India-Mercedes | 60     | + 1 Volta        | 9           | 4     |
| 9   | 6  | Felipe Massa       | Ferrari              | 60     | + 1 Volta        | 6           | 2     |
| 10  | 17 | Sergio Pérez       | Sauber-Ferrari       | 60     | + 1 Volta        | 11          | 1     |
| 11  | 12 | Pastor Maldonado   | Williams-Cosworth    | 60     | + 1 Volta        | 13          |       |
| 12  | 18 | Sébastien Buemi    | Toro Rosso-Ferrari   | 60     | + 1 Volta        | 14          |       |
| 13  | 11 | Rubens Barrichello | Williams-Cosworth    | 60     | + 1 Volta        | 12          |       |
| 14  | 16 | Kamui Kobayashi    | Sauber-Ferrari       | 59     | + 2 Voltes       | 17          |       |
| 15  | 9  | Bruno Senna        | Renault              | 59     | + 2 Voltes       | 15          |       |
| 16  | 20 | Heikki Kovalainen  | Lotus-Renault        | 59     | + 2 Voltes       | 19          |       |
| 17  | 10 | Vitali Petrov      | Renault              | 59     | + 2 Voltes       | 18          |       |
| 18  | 25 | Jérôme d'Ambrosio  | Virgin-Cosworth      | 59     | + 2 Voltes       | 22          |       |
| 19  | 22 | Daniel Ricciardo   | HRT-Cosworth         | 57     | + 4 Voltes       | 23          |       |
| 20  | 23 | Vitantonio Liuzzi  | HRT-Cosworth         | 57     | + 4 Voltes       | 24          |       |
| 21  | 19 | Jaime Alguersuari  | Toro Rosso-Ferrari   | 56     | Accident4        | 16          |       |
| Ret | 21 | Jarno Trulli       | Lotus-Renault        | 47     | Caixa de canvi   | 20          |       |
| Ret | 7  | Michael Schumacher | Mercedes             | 28     | Col·lisió        | 8           |       |
| Ret | 24 | Timo Glock         | Virgin-Cosworth      | 9      | Accident         | 21          |       |

Notes:
^4  – A Jaime Alguersuari li comptabilitza com finalitzada la cursa per haver disputat el 90% del recorregut.

### Classificació del mundial després de la cursa
| Pos | Pilot            | Punts |
| --- | ---------------- | ----- |
| 1   | Sebastian Vettel | 309   |
| 2   | Jenson Button    | 185   |
| 3   | Fernando Alonso  | 184   |
| 4   | Mark Webber      | 182   |
| 5   | Lewis Hamilton   | 168   |

| Pos | Constructor      | Punts |
| --- | ---------------- | ----- |
| 1   | Red Bull-Renault | 491   |
| 2   | McLaren-Mercedes | 353   |
| 3   | Ferrari          | 268   |
| 4   | Mercedes         | 114   |
| 5   | Renault          | 70    |

- Nota: Només s'inclouen els 5 primers de cada classificació. Per veure-la completa aneu a Temporada 2011 de Fórmula 1

## Altres
- Pole: Sebastian Vettel 1' 44. 381

- Volta ràpida: Jenson Button 1' 48. 454 (a la volta 54)